# Alaminos (Laguna)
Alaminos is een gemeente in de Filipijnse provincie Laguna op het eiland Luzon. Bij de laatste census in 2010 telde de gemeente bijna 44 duizend inwoners.

## Geografie

### Bestuurlijke indeling
Alaminos is onderverdeeld in de volgende 15 barangays:
| - Barangay I - Barangay II - Barangay III - Barangay IV - Del Carmen - Palma - San Agustin - San Andres | - San Benito - San Gregorio - San Ildefonso - San Juan - San Miguel - San Roque - Santa Rosa |

## Demografie
Alaminos had bij de census van 2010 een inwoneraantal van 43.526 mensen. Dit waren 3.146 mensen (7,8%) meer dan bij de vorige census van 2007. Ten opzichte van de census van 2000 was het aantal inwoners gegroeid met 7.406 mensen (20,5%). De gemiddelde jaarlijkse groei in die periode kwam daarmee uit op 1,88%, hetgeen lager was dan het landelijk jaarlijks gemiddelde over deze periode (1,90%).

De bevolkingsdichtheid van Alaminos was ten tijde van de laatste census, met 43.526 inwoners op 57,46 km², 757,5 mensen per km².